# 戀愛·電影館
戀愛·電影館 （Cinemateca · Paixão）位於澳門戀愛巷十三號，毗鄰著名世遺景點大三巴牌坊。電影館樓高三層，是一個集電影欣賞、本土影像保存、電影書籍閱讀等功能的空間。票價為六十元，全日制學生及六十五歲長者半價。

## 歷史
電影館由2015年9月14日起試作營運，並於開館日晚上舉行《燈塔下的戀人》電影業界放映專場。文化局冀善用電影館場地資源，由即日起推出『戀愛·電影館臨時場地借用計劃』，在電影館試營運期間，率先提供售票大堂及放映廳空間予電影業界申請借用。文化局長吳衛鳴稱，設立該館作為慶祝申遺成功十周年獻禮，爭取明年內正式運作，使之逐漸成為社區文化地標，營建觀影氛圍，配合推動本土電影文化。文化局副局長陳炳輝稱，該館與何族崇義堂為一整體項目，一併修復總經費約二千多萬元。該館現於購置設備上用了一百多萬元。影院與崇義堂連接位置更設露天咖啡座及文創禮品店，料兩年後啟用，有關考古工作仍繼續進行。稱今年回歸日大巡遊期間，會利用該館及周邊空間設置另類裝飾，提升整體吸引力，令街區文化氛圍更濃。
自2015年9月中試運以來，電影館於2017年3月30日正式開幕，每月放映至少兩齣世界各地在澳首輪公映的電影。還會舉辦各專題電影或焦點導演作品展，期望藉著加強公眾認識電影藝術，支持本地影視發展。
憑電影作品《音樂人生》奪得第四十六屆金馬獎最佳紀錄片、剪接及音效獎項的香港導演張經緯，6月2日至4日來澳與觀眾見面，成為電影館『駐場電影人計劃』的首位導演。
蘇嘉豪在立法會書面質詢關於電影館的公開招標、館內維護修繕的相關規劃進度，以及本土電影業發展。文化局代局長梁惠敏回覆指，館內的放映系統在營運期間使用強度大，需適時維護保養。去年6月因豪雨關係，建築物出現漏水問題，導致放映機滲水而受潮發霉，隨後故障發生較頻繁，經多次維修仍無法徹底解決。建築物漏水亦使牆身出現滲漏及剝落等現象。按原有計劃，文化局在電影館三年營運期結束後，將開展一段時間的維護及修繕工程，並利用該期間深入檢視評估過去三年的營運狀況，以確保未來獲判給的營運機構能為市民和業界提供更優質的服務。最終三年營運服務由炫昌娛樂文化製作有限公司中標，金額為15,243,300元。
為持續營造良好的觀映環境，早前進行維護及修繕工程，包括進行外牆、內部牆身、樓梯、排水管等修繕工程，以及為內部設備作維護與維修等，同時亦對全館全面徹底的清潔消毒。電影館於2020年9月1日起恢復對外開放，繼續為市民提供優質的公共文化服務，但仍需遵守新冠疫情規定。
在電影館的營運由拍板有限公司轉到炫昌娛樂文化製作有限公司，當時引起業界反響。相隔三年後，文化局在2023年為電影館的營運服務進行公開招標，營運服務期為三年。最終結果為拍板有限公司時隔三年重奪營運權。

## 開放時間
售票處開放時間為周二至日，上午十時至晚上十一時三十分，電影資料室則由上午十時至晚上八時開放，逢周一休館，公眾假期照常開放

## 設備
館樓高三層，是一個集影像保存、電影期刊借閱、書籍借閱及電影欣賞等功能的複合空間。地面層設售票大堂、放映廳及控制室，以放映藝術及獨立電影為主；一層為電影資料室，收藏澳門電影資料、期刊、雜誌等，供市民查閱；二層為辦公室。電影館旨在提升本地觀影氛圍，提供多元觀影選擇，致力推動澳門電影文化。
票價為六十元，全日制學生及六十五歲長者半價。

## 外部連結
- 戀愛電影館官方網站